# Agrostemma
- Commons
- Wikispecies

Agrostemma L. é um gênero botânico da família Caryophyllaceae. Também conhecida como Mandioquinha. A espécie é uma erva daninha de cereais e outras culturas, provavelmente encontrada originalmente no Mediterrâneo oriental. Hoje em declínio em sua área nativa, é encontrado como uma erva daninha em todo o mundo.

## Espécies
- Agrostemma alpina
- Agrostemma apetala
- Agrostemma baldense
- Agrostemma githago
- Agrostemma gracile
- Lista completa

## Classificação do gênero
| Sistema | Classificação                      | Referência               |
| ------- | ---------------------------------- | ------------------------ |
| Linné   | Classe Decandria, ordem Pentagynia | Species plantarum (1753) |